# Bačkovská dolina
Bačkovská dolina este o arie protejată (arie specială de conservare — SAC, sit de importanță comunitară — SCI) din Slovacia întinsă pe o suprafață de 222,9 ha, integral pe uscat.

## Localizare
Centrul sitului Bačkovská dolina este situat la coordonatele 48°45′42″N 21°33′58″E / 48.761689°N 21.566131°E.

## Înființare
Situl Bačkovská dolina a fost declarat sit de importanță comunitară în septembrie 2015 pentru a proteja 4 specii de animale. Situl a fost protejat și ca arie specială de conservare în octombrie 2017.

## Biodiversitate
Situată în ecoregiunea alpină, aria protejată conține 3 habitate naturale: Păduri pe pante, grohotișuri și ravene de Tilio-Acerion, Păduri de fag Luzulo-Fagetum, Păduri de fag Asperulo-Fagetum.
La baza desemnării sitului se află mai multe specii protejate:
- amfibieni (1): izvoraș-cu-burta-galbenă (Bombina variegata)
- nevertebrate (3): croitorul mare al stejarului (Cerambyx cerdo), rădașcă (Lucanus cervus), Pholidoptera transsylvanica